# Neottia convallarioides
Espèce
Neottia convallarioides est une espèce de plantes à fleurs de la famille des Orchidaceae (les orchidées) et du genre Neottia.

## Distribution
Amérique du Nord
- Canada, États-Unis
- Saint-Pierre-et-Miquelon

Asie
- Extrême-Orient russe
- Îles Komandorski